# 刘洪彪
刘洪彪（1954年—2024年2月22日），男，江西萍乡人，中国书法家，一级美术师，中国书法家协会副主席，第二炮兵政治部文艺创作室副主任，中国国家画院书法篆刻院研究员。